# 露西 (南方古猿)
露西（英語：Lucy）是標本AL 288-1的通称。此标本具有约40%的阿法南方古猿骨架，由唐纳德·约翰森等人于1974年在埃塞俄比亚阿法尔谷底阿瓦什山谷的哈达尔发现。古人类学研究中一般仅能发现化石碎片，很少发现完整的颅骨或肋骨；因此对AL 288-1的发现尤其重要，为古人类学研究提供了大量科学证据。露西生活于约320万年以前，被归类在人族，在阿尔迪发掘出来之前都被视为“人类最早的祖先”。
这副骨架具有类似猿的脑容量和类似于人类的二足直立行走方式，支持了人类进化争论中直立行走在脑容量之前的看法。

## 发现

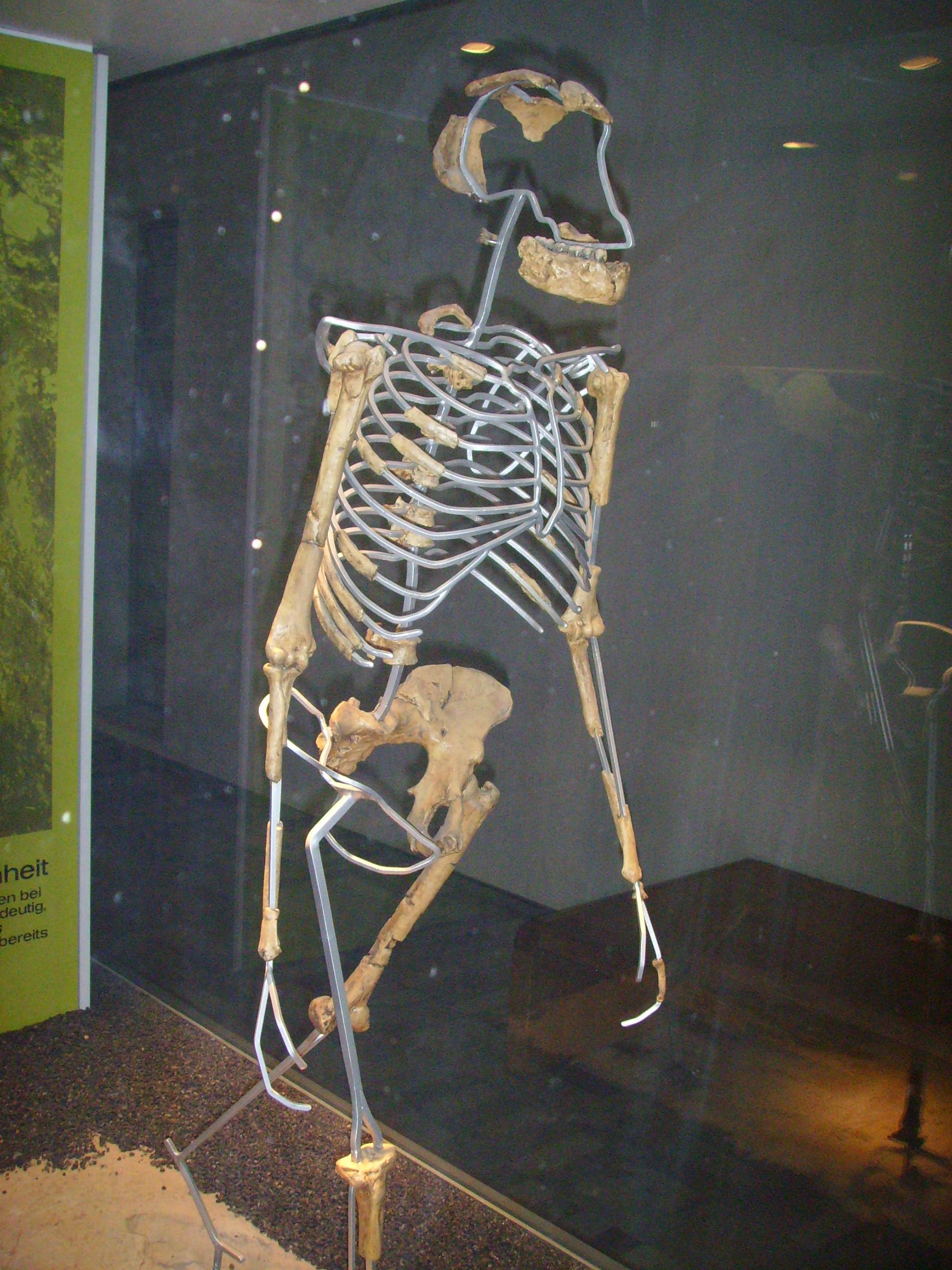
露西复制品的侧面

法国地质学家莫里斯·塔伊布于1972年在埃塞俄比亚阿法尔三角洲发现了哈达尔地层。稍后他组建了国际阿法尔科学考察队，邀请了来自三个国家的三名科学家共同指导研究工作。参加科考队的科学家有美国人类学家唐纳德·约翰森、英国考古学家玛丽·李奇、法裔古生物学家伊夫·科庞。科考队由四名美国人与七名法国人组成。1973年秋天科考队调查了哈达尔有关人类起源的化石与文物。
1973年11月，第一轮实地考察接近尾声时约翰森注意到了一处前端被略微切开的胫骨上段的化石。在附近找到了股骨下端。当他试图拼接两段化石时，膝关节所成角度显示编号为AL 129-1的化石属于直立行走的原始人类。此化石年龄超过三百万年，远大于任何当时已知的标本。此地点距之后科考队发现露西的位置有2.5（1.6英里）远。
在接下来的一年中科考队展开了第二轮实地考察并发现了一些原始人类颚骨。接下来，1974年11月24日在阿瓦什河边约翰森放弃了更新现场笔记的计划并和他的研究生汤姆·格雷一起在162号地点搜索骨骼化石。
唐纳德·约翰森与蒂姆·D·怀特在越来越热的干旱平原花了两小时调查多尘的地貌，之后约翰森决定在回车上前绕行到一个至少被其他队员检查过两遍的沟壑底部。最初沟壑中没有任何明显的化石痕迹，在两人将要离开时约翰森发现斜坡上有一肱骨碎片。在其附近有一片来自颅骨后方的碎片。他们在約一米外发现了股骨碎片。进一步观察后他们发现斜坡上还有更多的骨骼化石，包括一些脊椎骨、一部分骨盆、一些肋骨以及颚骨的碎片。他们标记出此处后返回了营地。他们因找到了如此众多的来自单一人科动物化石而激动。

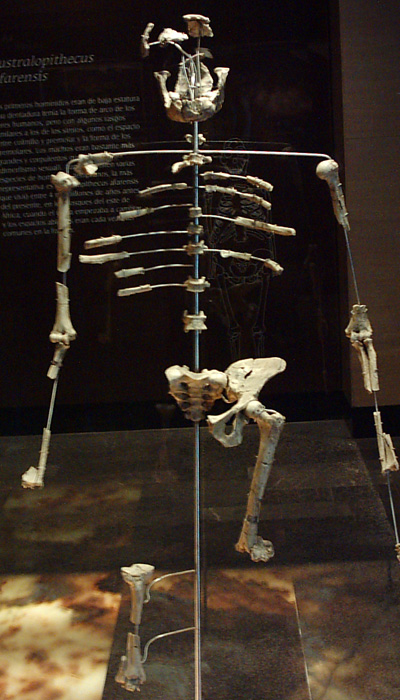
一具位于墨西哥的露西复制品

当天下午科考队全体队员抵达沟壑处、发掘此地点并准备精细的采集。采集过程最终花了三周时间。某晚在营地中庆祝此发现时，队员将标本AL 288-1昵称为露西。该昵称来源于当晚营地中磁带录音机上反复播放的披头士歌曲。
接下来的三周内找到了数百件样本，无一重复，确认了最早关于样本来源于单一个体骨骼的猜想。科考队在进一步分析后计算出发现的样本占完整骨骼的40%。约翰森根据骨盆开口宽度认为此样品是雌性。
露西仅有高，重29（64磅），外观上类似于黑猩猩。尽管该个体脑容量小，其骨盆和腿骨的功能几乎和现代人类相同，显示这些原始人类已可直立行走。约翰森根据与埃塞俄比亚政府的协议将骨架带回位于克利夫兰的克利夫兰自然历史博物馆。欧文·洛夫乔伊在那里重建了这副骨架。约九年后标本被归还给埃塞俄比亚。
二十世纪七十年代中进一步发现的南方古猿样本令人类学家对该物种的可变性范围和两性异形有了更好的认识。
1992年发现了更完整的早期人科动物的骨架，但直到2009年10月完整结果才被公布。这具骨架被命名为阿尔迪，化石年龄约440万年。

## 年龄估算
1990年到1992年通过放射性氩—氩定年法分析该化石与其周围的火山灰可靠地测定了这具化石的年龄。1974年莫里斯·塔伊布与詹姆斯·阿伦森曾在阿伦森位于凱斯西儲大學的实验室通过钾—氩定年法测试年龄。化石发现点的火山岩曾产生了化学变化，哈达尔地区也完全没有浮石。这些因素使此次尝试因可供定年的晶体过少而受阻。露西的骨架位于哈达尔序列中沉积速度最快的区域：最老的火山灰位于化石下方18米处，最早的火山灰则在化石上方1米处。化石所处位置粗略地指示了化石沉积的年代。高速沉积也部分解释了骨架为何能完整保存下来。
1976年到1977年对哈达尔的实地考察被暂停，直到1990年得到恢复。同一时间内多伦多大学的德里克·约克改进了更为准确的氩—氩定年法。1990年到1992年在人类起源研究所测得了由两份由阿伦森和罗伯特·沃尔特找到的火山灰样本的年龄，分别为322万年和318万年。

## 显着特点

### 颅后

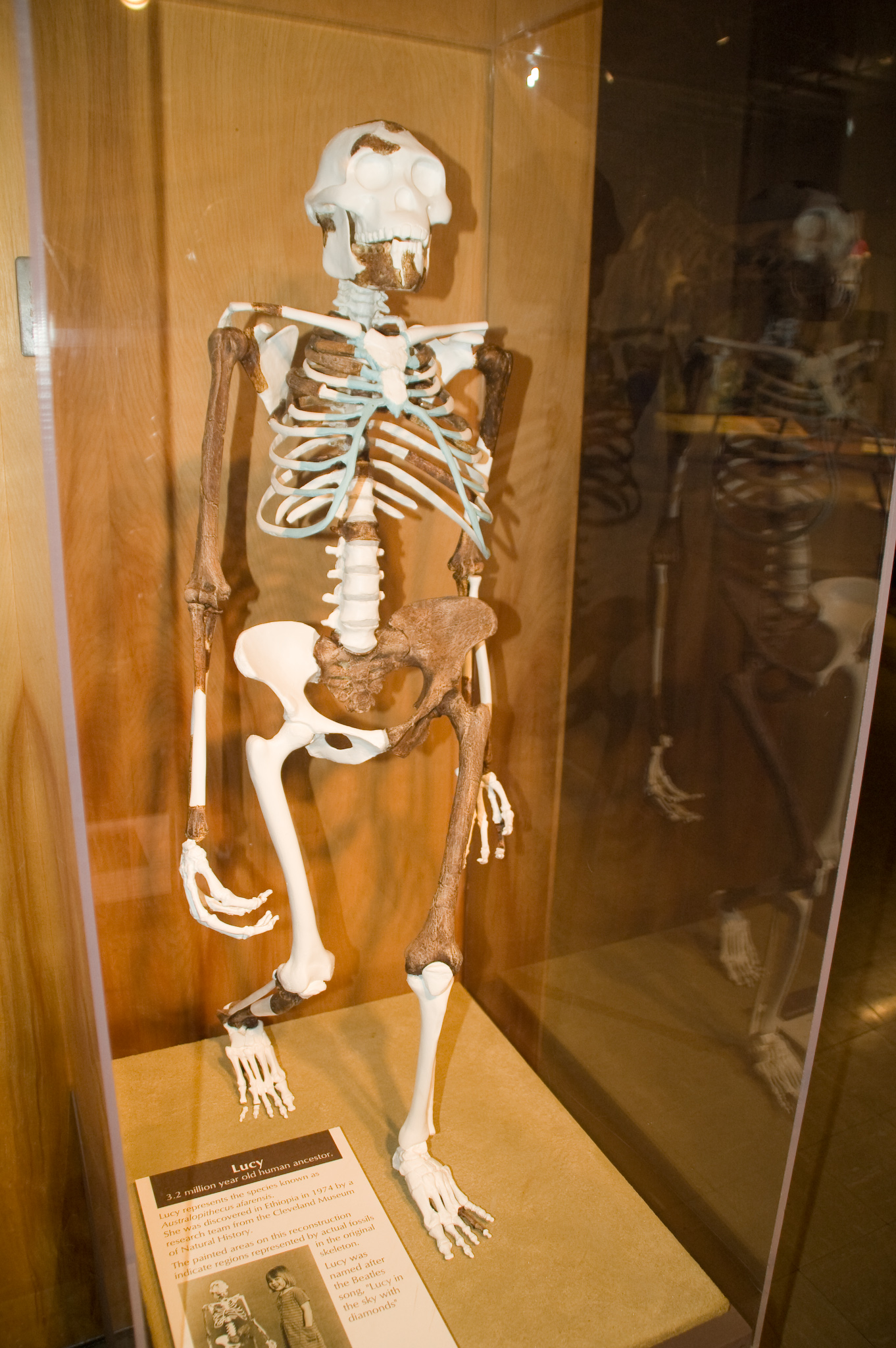
克利夫兰自然历史博物馆内对露西骨架的重建

露西的一个显着特征是外翻的膝盖，该特征显示露西通常直立行走。其股骨头小，股骨颈短，皆为原始特征。露西的肱骨与股骨的长度比为84.6%，现代人类为71.8%，黑猩猩为97.8%，这显示或南方古猿的上肢开始缩短，或下肢开始變長，或两者同时进行。露西的腰曲也显示其习于直立行走。尽管其他南猿个体带有足弓，露西可能是非病理性平足。

### 骨盆带
约翰森发现了露西的左胯骨和骶骨。骶骨的保存很好，但是胯骨被扭曲了。这导致了两种不同的重建方案。第一种方案预计露西的骼嵴小、没有内唇。这个方案中的髂骨与猿的髂骨类似。此方案因两侧骼相同时耻骨下支无法与互相接触而被证明有误。
稍后由蒂姆·D·怀特提出了另一种方案，此方案中骼嵴宽大并带有内唇。此方案中露西的髋臼宽度正常，耻骨下支长度正常。其耻骨弓张开超过90度，与现代人类女性相仿。但是其髋骨仍然小而原始。

### 颅骨标本
从标本中取得的颅骨证据争议较颅后少。其脑颅小而原始，其门牙较猿更类似于匙形。脑容量约为375毫升至500毫升。

### 其他发现
对人类下颌骨结构的研究中对比了若干南猿标本后发现露西的颚与其他人科物种区别很大，更类似于大猩猩的下颚。洛等人认为此下颌结构独立于大猩猩与人科物种产生，他们还认为南猿变化过大，已不能充当人属与傍人属的共同祖先。

## 展览
露西被保存在亚的斯亚贝巴的衣索比亞國家博物館，对外展示的则是一件塑膠复制品。克利夫兰自然历史博物馆陈列有经过重建的原件倒模复制品。位于纽约的美国自然历史博物馆在人类生物与进化厅展出包括南方古猿在内的人类祖先在其栖息地上的活动。芝加哥菲爾德自然歷史博物館在《进化的行星》展中展出了重建后的露西骨架倒模。

### 美国巡回展出
名为《露西的遗产：埃塞俄比亚的隐藏的宝藏》的巡回展览正在美国进行。此展览中将展示包括露西化石在内的超过一百件文物。这项展览获得了埃塞俄比亚政府同意，由休斯顿自然科学博物馆组织协调。休斯顿自然科学博物馆在2007年8月31日到2008年9月1日进行了展出。
展览所得款项的一部分将会用于对埃塞俄比亚众多博物馆的现代化上。美国国务院同样支持此项活动。在展览开始之前包括古生物学家欧文·洛夫乔伊、考古学家理查德·李奇在内的众多专家曾经因标本的脆弱性反对此次活动。史密森尼学会和克利夫兰自然历史博物馆等馆所拒绝举办这次展览。
化石发现者唐纳德·约翰森表示他对可能造成的损坏表示担心，但是因为展出可以唤起对人类起源研究的意识而不反对这次展出。休斯顿自然科学博物馆则安排尽可能多的馆所参加此次活动。在2008年10月4日到2009年3月8日展览在西雅图的太平洋科學中心展出。2008年9月在休斯顿展览与西雅图展览之间化石被送往德克萨斯州大学奥斯汀分校进行大约10天的高分辨率CT扫描。
2009年7月24日到2009年10月25日露西在纽约新落成的探索—时代广场博览园展出。同时参加展出的还有新近发现的麦塞尔达尔文猴化石板块B—艾达（Ida）。

## 批评
科学历史学家隆达·希宾格质疑科考队根据骨盆开口大小判断露西性别的主张。她指出女性骨盆开口尺寸与性别的关系与脑容量增大的时间相互矛盾。希宾格还批评了根据骨骼大小判断露西性别的做法。

## 脚注
1. 1 2  . BBC Home.   [2008-10-10]. （原始内容存档于2012-02-09）.
2. 1 2  .   [2007-08-30]. （原始内容存档于2009-03-05）.
3. 1 2 3  Johanson 1981，第22頁
4. 1 2  Yoel Rak, Avishag Ginzburg, Eli Geffen. . Proceedings of the National Academy of Sciences. 2007-04-17, 104 (16): 6568–6572  [2018-04-02]. doi:10.1073/pnas.0606454104.
5. ↑  Hadar entry in Encyclopædia (2008).
6. ↑  Stephen Tomkins. . Cambridge University Press. 1998. ISBN 0-521-46676-8.
7. ↑  Johanson 1981，第154–158頁
8. ↑  Letter from Donald Johanson, August 8, 1989 （页面存档备份，存于） Lucy's Knee Joint
9. ↑  Johanson 1981，第159–163頁
10. ↑  Johanson 1981，第18頁 （书中显示发现日期为1974年11月30日）
11. ↑  Johanson 1981，第20–21頁
12. ↑  Jungers, W.L. . American Journal of Physical Anthropology. 1988, 76 (2): 227–231. PMID 3137822. doi:10.1002/ajpa.1330760211.
13. ↑  Johanson 1981，第20–22, 184–185頁
14. 1 2  . Science Now. 2009-10-01  [2013-04-22]. （原始内容存档于2013-03-06）.
15. ↑  Walter, Robert C. . Geology (GSA Publications). 1994, 22 (January): 6–10  [2013-04-22]. Bibcode:1994Geo....22....6W. doi:10.1130/0091-7613(1994)022<0006:AOLATF>2.3.CO;2. （原始内容存档于2021-06-08）.
16. ↑  Jack T. Stern Jr., Randall L. Susman. . American Journal of Physical Anthropology. 1983-03-01, 60 (3): 279–317  [2018-04-02]. ISSN 1096-8644. doi:10.1002/ajpa.1330600302 （英语）.
17. ↑  Jeremy M. DeSilva, Zachary J. Throckmorton. . PLOS ONE. 2010-12-28, 5 (12): e14432  [2018-04-02]. ISSN 1932-6203. doi:10.1371/journal.pone.0014432. （原始内容存档于2021-03-09） （英语）.
18. ↑  Walter W. Ferguson. . Primates. 1989-10-01, 30 (4): 561–569  [2018-04-02]. ISSN 0032-8332. doi:10.1007/bf02380881. （原始内容存档于2021-03-08） （英语）.
19. ↑  .   [2013-04-22]. （原始内容存档于2013-03-24）.
20. ↑  . Houston Museum of Natural Science. 2008  [2012-04-22]. （原始内容存档于2013-06-25）.
21. 1 2  Jim Kennett. . Lucy's Ancient Bones Visit Houston Museum as Scientists Fret. August 31, 2007  [2007-09-11].
22. ↑  Stefan Lovgren. . National Geographic News. November 1, 2006  [2007-09-11]. （原始内容存档于2018-04-10）.
23. ↑  University of Texas at Austin Office of Public Affairs. . University of Texas at Austin. February 6, 2009  [2009-02-06]. （原始内容存档于2009-02-11）.
24. ↑  . Houston Museum of Natural Science. 2009  [2009-06-04]. （原始内容存档于2009-06-05）.
25. ↑  . USA Today. 2009  [2013-04-22]. （原始内容存档于2021-02-27）.
26. ↑  Schiebinger, Londa. . Harvard University Press. 2001: 126-127. ISBN 978-0-674-00544-0.

## 进一步阅读
- Johanson, Donald; Edey, Maitland. . St Albans: Granada. 1981. ISBN 978-0-586-08437-3.
- Lovgren, Stefan. ""Lucy" Fossil Tour Sparks Controversy Among U.S. Museums" （页面存档备份，存于）, National Geographic News, November 1, 2006. Accessed August 16, 2007.
- Johanson, Donald C., and Kate Wong. Lucy's Legacy. N.p.: Crown Publishing, 2009. Print